# Wakayama
Wakayama (japanska: 和歌山市?, Wakayama-shi) är residensstad i Wakayama prefektur i regionen Kansai på centrala Honshu i  Japan, belägen på sydkusten vid floden Kinokawas mynning i havet.   Orten fick stadsrättigheter den 1 april 1889 och har sedan 1997
status som kärnstad (japanska: 中核市?, Chūkakushi) enligt lagen om lokalt självstyre.
Stadens slott erövrades av Toyotomi Hideyoshi år 1585.

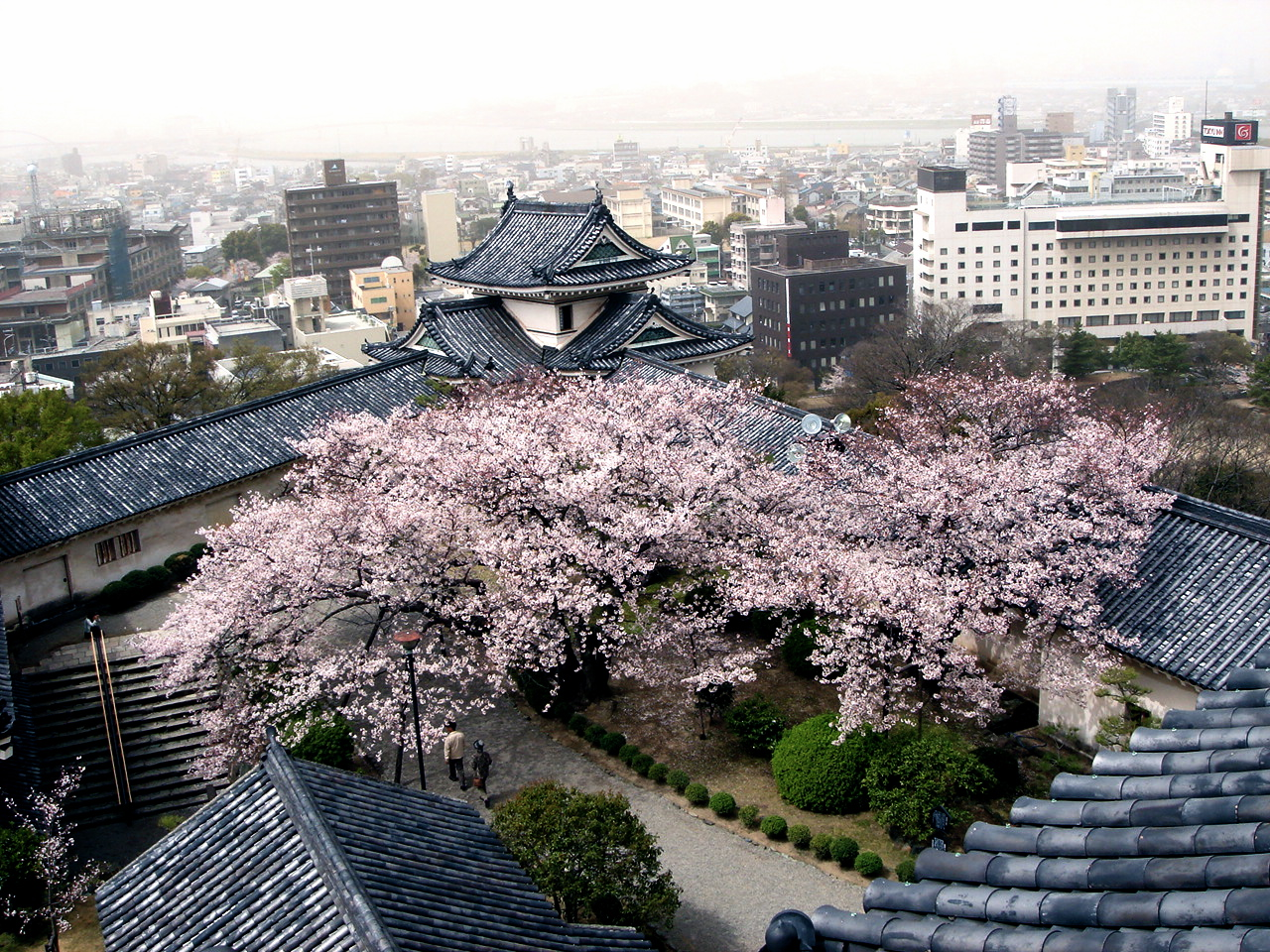
Utsikt över Wakayama från Wakayama slott